# Stadio Erosi Manjgaladze
Lo stadio Erosi Manjgaladze è uno stadio multiuso di Samtredia, in Georgia. È usato principalmente per incontri di calcio, ed ospita le partite casalinghe della Samt'redia, squadra militante nella Umaglesi Liga, la massima serie del campionato georgiano di calcio. La capacità dello stadio è di 15 000 spettatori al massimo.